# Хуана Кастилска
Хуана Кастилска, известна и като Хуана Лудата (на испански: Juana la Loca, * 1479, †  1555), е кралица на Кастилия и Арагон. Тя е майка на императора на Свещената римска империя Карл V.

## Произход и брак с Филип Хубави
Хуана е родена на 6 ноември 1479 г. в Толедо. Тя е втора дъщеря на католическите монарси крал Фердинанд II Арагонски и кралица Изабела I Кастилска, чийто брак поставя началото на процеса на политическото обединение на Испания.
Въпреки че Изабела и Фердинанд имат пет живи деца, въпросът за наследяването на обединените корони на Кастилия и Арагон остава отворен. Първоначално наследник на престола е най-възрастният син на кралската двойка – инфантът Хуан, а на останалите кралски отрочета – Хуана и трите ѝ сестри, е отредена съдбата да послужат като инструмент за постигане на външнополитическите цели на родителите си. Така по-малката сестра на Хуана Катерина Арагонска е омъжена за английския монарх Хенри VIII, а останалите две сестри – Изабела и Мария стават последователно съпруги на португалския крал Мануел I.
През 1496 г. в Лил Хуана се жени за ерцхерцог Филип Хубави, син на германския император Максимилиан I. През февруари 1500 г. в Гент Хуана ражда бъдещия император Карл V.

## Наследница на престола
През 1497 г. умира инфантът дон Хуан, което застрашава съюза между Кастилия и Арагон. Затова за наследница на короните на двете кралства е избрана следващата в линията на престолонаследието – по-голямата сестра на Хуана, Изабела Арагонска. През 1498 г. обаче Изабела умира при раждането на първото си дете – инфантът Мигел, който става наследник на короните на Португалия, Кастилия и Арагон. Невръстният Мигел обаче умира през 1500 г., което дава правото на Хуана да се възкачи на трона в Испания. Тъй като Хуана и съпругът ѝ имат здрави деца, политическият елит в Кастилия и Арагон е спокоен, че за момента престолонаследието е подсигурено.
През 1502 г. Кортесите на Кастилия и Арагон признават Хуана и Филип за законни наследници на престола. Хуана получава титлата принцеса на Астурия, която традиционно се дава на наследниците на престола.
Кралица Изабела Кастилска обаче е разтревожена за слуховете, които се носят за душевното здраве на дъщеря ѝ. Във Фландрия Хуана става известна с лудата си любов към съпруга си и с постоянните изблици на ревност. Тя вехне по съпруга си, когато се случва двамата да са разделени, а когато са заедно ревността ѝ и подозренията ѝ, че той не ѝ е верен, я карат да избухва в гневни изблици.
През 1502 г. бременната с четвъртото си дете Хуана и съпругът ѝ пристигат в Кастилия, където тя трябвало да се закълне като наследница на престола. Тогава кралицата сама се уверява, че слуховете за нестабилното душевно равновесие на дъщеря ѝ се оказват истина – Хуана проявява признаци на душевно разстройство; нейната ревнивост, макар и оправдана спрямо действията на Филип, води до нежелателни сцени, а това поставя под въпрос способността ѝ да управлява кралството. Хуана изпада в истинско отчаяние, когато Филип решава да се върне във Фландрия. Тя отказва да яде и постоянно ридае, а раждането на здраво дете не успява да я успокои. Една нощ Хуана избягала от двореца и отказва да се върне въпреки студа навън. След като прекарва 36 часа пред портите на замъка, плачейки, хората започват да я наричат „Хуана Лудата“. Скоро след това тя се завръща при Филип във Фландрия.
Поведението на Хуана вероятно е причина още през 1502 г. Изабела Кастилска да направи завещание, в което обявява дъщеря си за единствена своя наследница, но с уговорката, че в отсъствието на Хуана от нейно име трябва да управлява баща ѝ Фердинанд II Арагонски, а ако тя се окаже неспособна да управлява, то Фердинанд II Арагонски трябва да остане на престола, докато внукът им Карл навърши 20 години. Изабела Кастилска не споменава нищо в завещанието за зет си Филип Хабсбургски.

## Кралица на Кастилия
Смъртта на Изабела Кастилска през ноември 1504 г. заварва дъщеря ѝ във Фландрия. В отсъствието на Хуана Кортесите на Кастилия признават нея и Филип за крал и кралица на Кастилия, a Фердинанд II е лишен от тази титла въпреки заръката на Изабела той да управлява страната в отсъствието на Хуана. Последният обаче категорично отказвал да признае зет си за крал на Кастилия и дори продължава да сече кастилски монети с образа си. Освен това бащата на Хуана обвинява Филип, че я държи като затворничка във Фландрия, а през 1505 г. принуждава Кортесите на Кастилия да признаят, че болестта на Хуана не ѝ позволява да управлява и да обявят него за неин попечител и съуправител. Филип Хабсбургски обаче няма намерение да отстъпи и също нарежда отсичането на монети с лика му като крал на Кастилия. Това принуждава Фердинанд II да потърси подкрепата на Франция и през 1505 той се жени за племенницата на френския крал Луи XII Жермейн дьо Фокс с надеждата, че тя ще му роди син, който да наследи Арагон и евентуално Кастилия.
Женитбата на Фердинанд II за французойка обаче увеличава подкрепата за Хуана и Филип в Кастилия. Така страната се оказва на прага на гражданската война. Това налага в края на 1505 г. Хуана и съпругът ѝ да потеглят за Кастилия, където тя трябвало да бъде коронясана като нова кралица, а Филип – като jure uxoris крал на Кастилия. По пътя обаче корабите на Хуана и Филип претърпяват корабокрушение и акостират на английския бряг, където са приети като гости на Хенри VII в замъка Уиндзор. Едва през април 1506 г. кралската двойка напуска Англия и се отправя към Кастилия, където вече бушуват пламъците на гражданската война. На 26 април 1506 г. Хуана и Филип стъпват на испанска земя в Коруня и се отправят на юг за коронацията си, а кастилските благородници им се заклеват във вярност. На 20 юни 1506 г. Фердинанд II в лична среща с Филип официално предава управлението на Кастилия на любимото си дете и обещава да се оттегли в Арагон. Двамата обаче подписват и документ, според който признават недееспособността на Хуана и се съгласяват да я държат далеч от властта. По-късно същия ден Фердинанд II се отрича от документа и заявява, че дъщеря му не трябва да бъде лишавана от правото си да управлява като законна кралица на Кастилия. Две седмици по-късно е подписано ново споразумение – т. нар „Договор от Вийоафафия“, който официално признава правото на Филип да управлява вместо съпругата си, а Фердинанд окончателно се оттегля в Арагон.
След подписването на примирието, на 9 юли 1506 г. във Валядолид Кортесите се заклеват във вярност на Хуана и Филип и на сина им Карл като техен наследник. Споразумението обаче не трае дълго. На 25 септември 1506 г. Филип умира от коремен тиф в Бургос. Хуана, бременна с шестото си дете, прави отчаян опит да си върне правото да управлява еднолично Кастилия. Арогантността и студенината ѝ обаче отблъскват много от предишните ѝ привърженици. На 20 декември 1506 г. Хуана напуска тайно Бургос и се отправя към градчето Торкемада. В този момент тя е описвана като напълно обезумяла от смъртта на съпруга си, от чийто труп тя не се отделя. По нейна заповед ковчегът с останките на Филип я следва по време на преходите ѝ през страната. Но секретарят ѝ Хуан Перес пише, че кралицата е „по-нормална и от майка си“.
Хуана отказва да се довери на испанските акушерки и праща да ѝ доведат акушерка от Фландрия, която да ѝ асистира в предстоящото раждане. Междувременно страната е обхваната от пълно безредие. Шестгодишният Карл е оставен на грижите на леля си във Фландрия, а бащата на Хуана се намира в своето кралство, изчаквайки кризата в Кастилия да достигне своята кулминация. Против волята на Хуана е съставен регентски съвет начело с архиепископ Сиснерос, но и той не успява да въдвори ред – из страната върлуват чума и глад, а кралицата е неспособна да събере средствата, които са ѝ нужни, за да закрепи властта си. Крал Фердинанд II се завръща от Арагон едва през 1507. Неговото пристигане съвпада с отшумяването на епидемията, което затвърждава вярата на хората, че благополучието на страната им зависи от него.
Хуана и баща ѝ се срещат в Омилтос на 30 юли 1507. Фердинанд II успява да убеди Хуана да му прехвърли властта. На 17 август кралицата призовава трима от членовете на кралския съвет и им заповядва да уведомят благородниците за завръщането на Фердинанд, така че те да приветстват Негово Височество и да му служат така, както биха служили на нея. Кралицата обаче отказва да подпише специален документ за това – последен акт на достойнство, с който Хуана отказва да оформи юридически доброволното си отричане от властта. Кортесите признават Фердинанд за управител на кралството и в актовете, които издава от името на Хуана, той се подписва като крал на Кастилия. Фердинанд II поверява правителството на архиепископ Сиснерос и постепенно изолира напълно дъщеря си от управлението, като уволнява всичките ѝ доверени лица. За по-сигурно през 1509 г. той заповядва Хуана да бъде затворена в замъка Тордесиляс близо до Валядолид.

## Кралица на Арагон
Фердинанд умира през 1516 г. Тъй като Жермен дьо Фоа не успява да му роди мъжки наследник, Хуана става и кралица на Кралство Арагон. Към края на живота му у Фердинанд се поражда негодуванието, че след смъртта на Хуана кралството му ще премине в ръцете на Карл – внука, възпитан като чужденец далеч от Испания, върху когото Фердинанд прехвърля омразата си към баща му. По тази причина още приживе кралят съставя завещание, в което посочва за свой наследник другия си внук Фердинанд, който носи неговото име и е израснал в Испания. Под натиска на обкръжението си обаче Фердинанд е принуден да промени завещанието си в полза на Карл. След смъртта на Фердинанд в Арагон от името на Хуана започва да управлява незаконният му син Алонсо Арагонски. В Кастилия управлението продължава да е в ръцете на архиепископ Сиснерос, който осуетява опита на някои придворни да извършат преврат и да обявят Фердинанд за крал. Така през 1517 г. в Кастилия пристига Карл V, който заедно със сестра си Елеонора Австрийска се среща с Хуана в Тордесиляс, за да получи от нея необходимото съгласие да управлява като неин съвладетел. Въпреки че Хуана се съгласява, това не прекратява затворничеството ѝ. Кортесите обаче настояват Карл да бъде титулуван „Негово Височество“, изтъквайки, че докато е жива, единствено майка му може да се титулува като „Нейно Величество“.
През 1520 г. в Кастилия избухва въстанието на комунеросите, насочено срещу управлението на Карл. Водачите на въстанието се опитват да привлекат на своя страна Хуана, чието одобрение като законна кралица би ги легитимирало. Така, докато Хуана е в Тордесиляс, пред нея се открива възможност да си върне престола чрез въстанието на комунеросите. За да предотврати това, архиепископът на Майорка се явява пред Хуана начело на делегация, настоявайки тя да подпише документ, осъждащ въстанието; Хуана протака, изказвайки някои свои съображения. Преди обаче да подпише документа, комунеросите атакуват незащитения Тордесиляс, настоявайки Хуана да подпише декларация, с която да постанови, че смъртта ѝ ще лиши Карл от управлението на Кастилия. Хуана показва симпатии към водачите на комунеросите, но се страхува да подпише исканата от тях декларация, заплашена от хората на Карл, че по този начин би нанесла силен удар върху стабилността на кралството. След като Карл потушава въстанието, той „награждава“ Хуана за верността ѝ, като заповядва тя да остане заключена в стая без прозорци в замъка Тордесиляс до края на живота си.
Хуана умира на Велики петък, 12 април 1555 г. в Тордесиляс.

## Деца
От брака с Филип Красивия (* 1478, † 1506) Хуана има шест деца:
- Елеонора/Леонор (1498 – 1558), чрез женитба кралица на Португалия и кралица на Франция; ∞ 1519 Мануел I (1469 – 1521), крал на Португалия от Дом Авис; ∞ 1530 Франсоа I (1494 – 1547), крал на Франция от Дом Валоа
- Карл/Карлос (I от Хабсбург, 1500 – 1558), император на Свещената Римска империя (V), крал на Испания (I) – основател на испанската линия (Casa de Austria); женен за Изабела Португалска (1503 – 1539) от Дом Авис
- Изабела (Елизабет)/Изабел (1501 – 1526); омъжена за крал Кристиан II (1481 – 1559), крал на Дания, Норвегия и Швеция, от Дом Олденбург
- Фердинанд/Фердинандо (I от Хабсбург, 1503 – 1564), император на Свещената Римска империя, крал на Бохемия и Унгария – основател на Дом Австрия; женен заАнна Ягелонина (1503 – 1547) от Дом Ягелони, дъщеря на Владислав II, крал на Бохемия и Унгария
- Мария (1505 – 1558); ∞ Лайош II (1506 – 1526), крал на Бохемия и Унгария, от Дом Ягелони
- Катарина/Каталина (1507 – 1578); ∞ Жуау III (1502 – 1557), крал на Португалия от Дом Авис

- Елеонора Хабсбург
- Карл V /Карлос
- Изабела Хабсбург
- Фердинанд I
- Мария Хабсбург
- Катарина/Каталина

## Генеалогия
| Фернандо I Арагонски | Фернандо I Арагонски | Фернандо I Арагонски | Фернандо I Арагонски | Фернандо I Арагонски | Фернандо I Арагонски |                   |                   | Елеонора Урака Кастилска | Елеонора Урака Кастилска | Елеонора Урака Кастилска | Елеонора Урака Кастилска | Елеонора Урака Кастилска | Елеонора Урака Кастилска |             |             | Фадрике Енрикес | Фадрике Енрикес | Фадрике Енрикес | Фадрике Енрикес | Фадрике Енрикес | Фадрике Енрикес |               |               | Марина Фернандес де Кордова и Айала | Марина Фернандес де Кордова и Айала | Марина Фернандес де Кордова и Айала | Марина Фернандес де Кордова и Айала | Марина Фернандес де Кордова и Айала | Марина Фернандес де Кордова и Айала |  |  | Енрике III Кастилски | Енрике III Кастилски | Енрике III Кастилски | Енрике III Кастилски | Енрике III Кастилски | Енрике III Кастилски |                   |                   | Катрин Ланкастър  | Катрин Ланкастър  | Катрин Ланкастър | Катрин Ланкастър | Катрин Ланкастър    | Катрин Ланкастър    |                     |                     | Жуау Португалски    | Жуау Португалски    | Жуау Португалски | Жуау Португалски | Жуау Португалски    | Жуау Португалски    |                     |                     | Изабела Браганса    | Изабела Браганса    | Изабела Браганса | Изабела Браганса | Изабела Браганса | Изабела Браганса |  |  |
| Фернандо I Арагонски | Фернандо I Арагонски | Фернандо I Арагонски | Фернандо I Арагонски | Фернандо I Арагонски | Фернандо I Арагонски |                   |                   | Елеонора Урака Кастилска | Елеонора Урака Кастилска | Елеонора Урака Кастилска | Елеонора Урака Кастилска | Елеонора Урака Кастилска | Елеонора Урака Кастилска |             |             | Фадрике Енрикес | Фадрике Енрикес | Фадрике Енрикес | Фадрике Енрикес | Фадрике Енрикес | Фадрике Енрикес |               |               | Марина Фернандес де Кордова и Айала | Марина Фернандес де Кордова и Айала | Марина Фернандес де Кордова и Айала | Марина Фернандес де Кордова и Айала | Марина Фернандес де Кордова и Айала | Марина Фернандес де Кордова и Айала |  |  | Енрике III Кастилски | Енрике III Кастилски | Енрике III Кастилски | Енрике III Кастилски | Енрике III Кастилски | Енрике III Кастилски |                   |                   | Катрин Ланкастър  | Катрин Ланкастър  | Катрин Ланкастър | Катрин Ланкастър | Катрин Ланкастър    | Катрин Ланкастър    |                     |                     | Жуау Португалски    | Жуау Португалски    | Жуау Португалски | Жуау Португалски | Жуау Португалски    | Жуау Португалски    |                     |                     | Изабела Браганса    | Изабела Браганса    | Изабела Браганса | Изабела Браганса | Изабела Браганса | Изабела Браганса |  |  |
|                      |                      |                      |                      |                      |                      |                   |                   |                          |                          |                          |                          |                          |                          |             |             |                 |                 |                 |                 |                 |                 |               |               |                                     |                                     |                                     |                                     |                                     |                                     |  |  |                      |                      |                      |                      |                      |                      |                   |                   |                   |                   |                  |                  |                     |                     |                     |                     |                     |                     |                  |                  |                     |                     |                     |                     |                     |                     |                  |                  |                  |                  |  |  |
|                      |                      |                      |                      | Хуан II Арагонски    | Хуан II Арагонски    | Хуан II Арагонски | Хуан II Арагонски | Хуан II Арагонски        | Хуан II Арагонски        |                          |                          |                          |                          |             |             |                 |                 |                 |                 | Хуана Енрикес   | Хуана Енрикес   | Хуана Енрикес | Хуана Енрикес | Хуана Енрикес                       | Хуана Енрикес                       |                                     |                                     |                                     |                                     |  |  |                      |                      |                      |                      | Хуан II Кастилски    | Хуан II Кастилски    | Хуан II Кастилски | Хуан II Кастилски | Хуан II Кастилски | Хуан II Кастилски |                  |                  |                     |                     |                     |                     |                     |                     |                  |                  | Изабела Португалска | Изабела Португалска | Изабела Португалска | Изабела Португалска | Изабела Португалска | Изабела Португалска |                  |                  |                  |                  |  |  |
|                      |                      |                      |                      | Хуан II Арагонски    | Хуан II Арагонски    | Хуан II Арагонски | Хуан II Арагонски | Хуан II Арагонски        | Хуан II Арагонски        |                          |                          |                          |                          |             |             |                 |                 |                 |                 | Хуана Енрикес   | Хуана Енрикес   | Хуана Енрикес | Хуана Енрикес | Хуана Енрикес                       | Хуана Енрикес                       |                                     |                                     |                                     |                                     |  |  |                      |                      |                      |                      | Хуан II Кастилски    | Хуан II Кастилски    | Хуан II Кастилски | Хуан II Кастилски | Хуан II Кастилски | Хуан II Кастилски |                  |                  |                     |                     |                     |                     |                     |                     |                  |                  | Изабела Португалска | Изабела Португалска | Изабела Португалска | Изабела Португалска | Изабела Португалска | Изабела Португалска |                  |                  |                  |                  |  |  |
|                      |                      |                      |                      |                      |                      |                   |                   |                          |                          |                          |                          |                          |                          |             |             |                 |                 |                 |                 |                 |                 |               |               |                                     |                                     |                                     |                                     |                                     |                                     |  |  |                      |                      |                      |                      |                      |                      |                   |                   |                   |                   |                  |                  |                     |                     |                     |                     |                     |                     |                  |                  |                     |                     |                     |                     |                     |                     |                  |                  |                  |                  |  |  |
|                      |                      |                      |                      |                      |                      |                   |                   |                          |                          |                          |                          | Фернандо II              | Фернандо II              | Фернандо II | Фернандо II | Фернандо II     | Фернандо II     |                 |                 |                 |                 |               |               |                                     |                                     |                                     |                                     |                                     |                                     |  |  |                      |                      |                      |                      |                      |                      |                   |                   |                   |                   |                  |                  | Изабела I Кастилска | Изабела I Кастилска | Изабела I Кастилска | Изабела I Кастилска | Изабела I Кастилска | Изабела I Кастилска |                  |                  |                     |                     |                     |                     |                     |                     |                  |                  |                  |                  |  |  |
|                      |                      |                      |                      |                      |                      |                   |                   |                          |                          |                          |                          | Фернандо II              | Фернандо II              | Фернандо II | Фернандо II | Фернандо II     | Фернандо II     |                 |                 |                 |                 |               |               |                                     |                                     |                                     |                                     |                                     |                                     |  |  |                      |                      |                      |                      |                      |                      |                   |                   |                   |                   |                  |                  | Изабела I Кастилска | Изабела I Кастилска | Изабела I Кастилска | Изабела I Кастилска | Изабела I Кастилска | Изабела I Кастилска |                  |                  |                     |                     |                     |                     |                     |                     |                  |                  |                  |                  |  |  |
|                      |                      |                      |                      |                      |                      |                   |                   |                          |                          |                          |                          |                          |                          |             |             |                 |                 |                 |                 |                 |                 |               |               |                                     |                                     |                                     |                                     |                                     |                                     |  |  |                      |                      |                      |                      |                      |                      |                   |                   |                   |                   |                  |                  |                     |                     |                     |                     |                     |                     |                  |                  |                     |                     |                     |                     |                     |                     |                  |                  |                  |                  |  |  |
|                      |                      |                      |                      |                      |                      |                   |                   |                          |                          |                          |                          |                          |                          |             |             |                 |                 |                 |                 |                 |                 |               |               |                                     |                                     |                                     |                                     | Хуана                               |                                     |  |  |                      |                      |                      |                      |                      |                      |                   |                   |                   |                   |                  |                  |                     |                     |                     |                     |                     |                     |                  |                  |                     |                     |                     |                     |                     |                     |                  |                  |                  |                  |  |  |